# 纽伦堡附近阿尔特多夫
纽伦堡附近阿尔特多夫（德語：Altdorf bei Nürnberg，官方拼写为，發音：[ˈaltdɔʁf baɪ ˈnʏʁnbɛʁk] ⓘ）是德国巴伐利亚州中弗兰肯行政区纽伦堡地区县的城市，面积48.59平方千米，2023年12月31日人口为15,746人。